# Louis Proost
Louis Proost (Halle, 7 aprile 1935 – Lier, 2 febbraio 2009) è stato un ciclista su strada belga.
Professionista tra il 1958 ed il 1967, fu campione del mondo dilettanti nel 1957.

## Carriera
Corse per la Carpano, la Peugeot, la Solo, la Dr. Mann e la Goldor. Le principali vittorie da professionista furono una tappa al Tour de France 1960 e una tappa al Giro d'Italia 1961 lungo il tracciato Marsala - Palermo.

## Palmarès
- 1957

Campionati del mondo, Prova in linea Dilettanti
- 1960

Bruxelles-Charleroi-Bruxelles
Roubaix-Cassel-Roubaix
13ª tappa Tour de France (Tolosa > Millau)
- 1961

5ª tappa Giro di Germania (Schwenningen > Landau)
2ª tappa Giro del Belgio (Ostenda > Zwevegem)
5ª tappa Giro d'Italia (Marsala > Palermo)
- 1962

Hoeilhaart-Diest-Hoeilhaart
Polders-Campine
- 1963

Hoeilhaart-Diest-Hoeilhaart
Circuit du Brabant occidental
- 1965

Flèche des polders
- 1966

Circuit de Flandre centrale

## Piazzamenti

### Grandi Giri
- Giro d'Italia

1961: ritirato (7ª tappa)
- Tour de France

1960: ritirato (15ª tappa)
1961: ritirato (7ª tappa)
1963: 65º
1964: fuori tempo massimo (6ª tappa)
- Vuelta a España

1964: 22º

### Classiche monumento
- Milano-Sanremo

1961: 87º
1962: 3º
- Giro delle Fiandre

1961: 27º
1963: 31º
- Parigi-Roubaix

1962: 50º
1963: 71º
1964: 5º
- Giro di Lombardia

1958: 98º

### Competizioni mondiali
- Campionati del mondo

Waregem 1957 - In linea Dilettanti: vincitore
Ronse 1963 - In linea: 12º